# Route 363 (Terre-Neuve-et-Labrador)
Pour les articles homonymes, voir Route 363.
La route 363 est une route tertiaire de la province de Terre-Neuve-et-Labrador d'orientation ouest-est, située dans le sud de l'île de Terre-Neuve. Elle est une route faiblement empruntée, reliant la route 362 Coomb's Cove. Elle suit de près la rive de la baie Fortune, possédant de nombreuses courbes. Route alternative des routes 360 et 362, elle mesure 20 kilomètres, et est une route asphaltée sur l'entièreté de son tracé.

## Communautés traversées
- Mose Ambrose
- Boxey
- Saint John's Bay
- Coomb's Cove